# De fyra konsterna
De fyra konsterna (kinesiska: 四艺, pinyin:sìyì), även kallat 'den lärdes fyra konster', var färdigheter som ansågs högst passande för en bildad person i det gamla Kina: stränginstrumentet guqin (琴), brädspelet weiqi (棋), kalligrafi (书) och måleri (画).
Färdigheter i dessa konstformer uppskattades mycket tidigt i Kinas historia och har sitt ursprung från Handynastin (206 f.Kr.–220). Den första bevarade text som nämner de fyra tillsammans som en grupp är Zhang Yanyuans Fashu Yaolu från mitten av Tangdynastin, och den äldsta bevarade text som talar om dem som just "de fyra konsterna" är en bok av Li Yu (1610 - 1680), Xianqing ouqi.[källa behövs]